# Selección juvenil de rugby de Corea del Sur
La selección juvenil de rugby de Corea del Sur es el equipo nacional de rugby regulada por la Korea Rugby Union. La edad de sus integrantes varía según la edad máxima permitida del torneo, en los torneos internacionales son para menores de 20 años (M20), hasta el 2007 se organizaban en categoría M19.

## Palmarés
- Asia Rugby U19 Division 1 (1): 2016

## Participación en copas
| - Chile 2001: 16º puesto (último) - Italia 2002: 14º puesto - Francia 2003: 13º puesto - Francia 2000: 2º puesto - Sudáfrica 2004: 9º puesto - Sudáfrica 2005: 5º puesto - EAU 2006: 11º puesto - no ha clasificado - Chile 2008: 6º puesto - Kenia 2009: 7º puesto | - Asian U20 1 2007: Campeón - Asian U20 1 2008: Campeón invicto - Asian U20 2 2011: Campeón invicto - Asia Rugby U19 2012: 2º puesto - Asia Rugby U19 2013: 3º puesto - Asia Rugby U19 2014: 4º puesto (último) - Asia Rugby U19 2015: no participó - Asia Rugby U19 2018: 2º puesto - Asia Rugby U19 2019: 2º puesto - Asia Rugby U19 2020: cancelado - Asia Rugby U19 2022: descalificado - Asia Rugby U19 2023: por disputarse - Asia Rugby U19 1 2016: Campeón invicto - Asia Rugby U19 1 2017: 2º puesto |